# Heinrich Linstedt

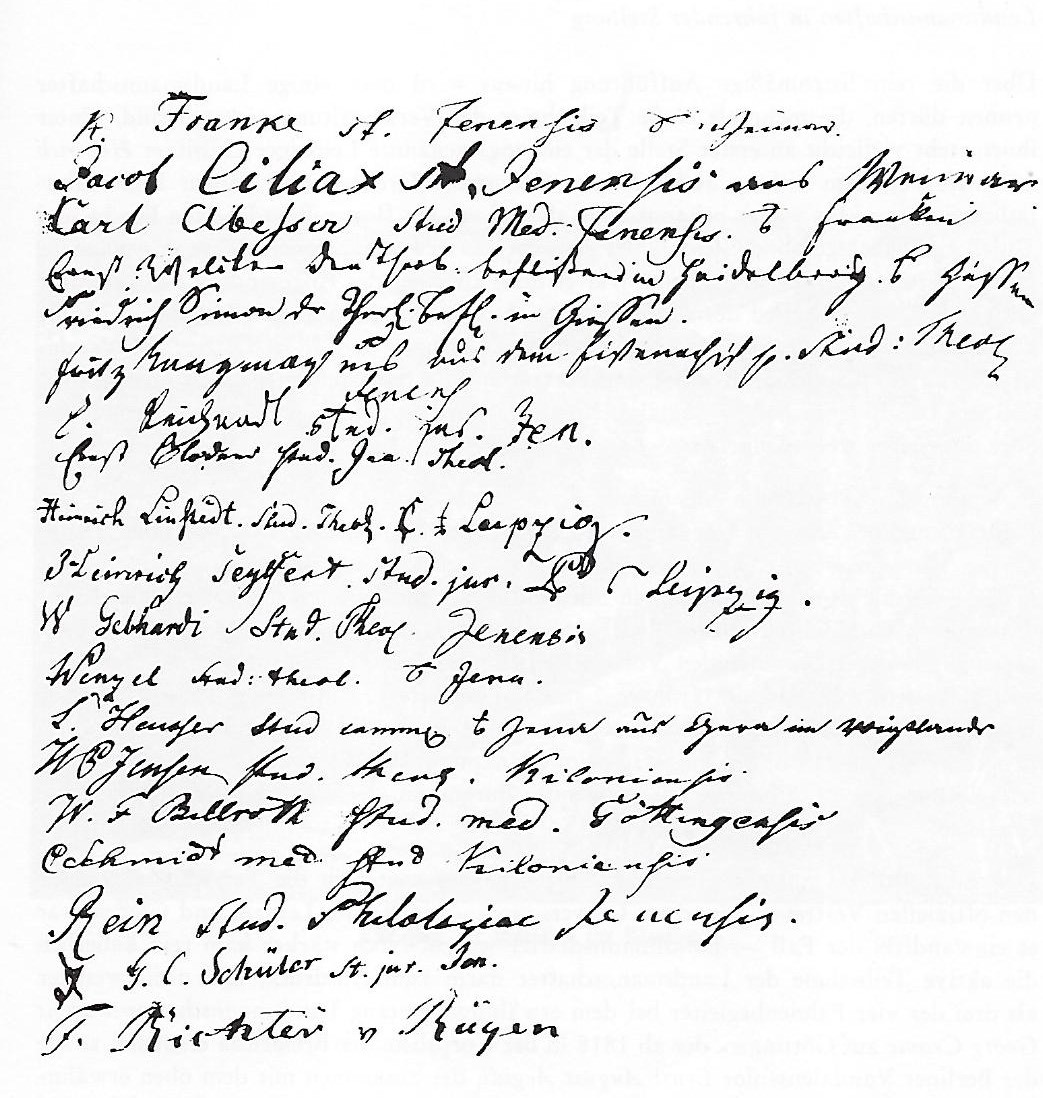
Präsenzliste des Wartburgfestes, in der Mitte die Leipziger Deputierten Linstedt und Seyffert, die einzigen mit Zirkel

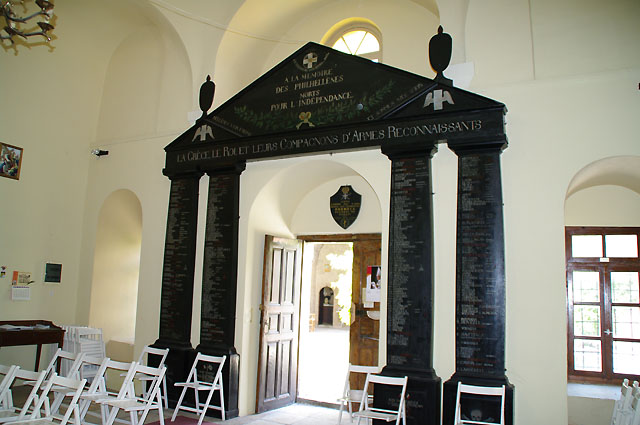
Mahnmal für die Gefallenen Philhellenen in der katholischen Kirche von Nafplio

Heinrich Linstedt (* um 1795 in Dresden; † 1821 in Griechenland) war ein deutscher Philhellene.

## Leben
Linstedt studierte an der Universität Leipzig Evangelische Theologie. 1814 wurde er mit Eduard von Rabenau im Corps Lusatia recipiert. Als einer von neun Delegierten der Universität Leipzig nahm er 1817 am Wartburgfest teil. In Eisenach war er Mitglied des Vorbereitenden Ausschusses. Beim Aufzug auf die Wartburg war er „ordnender Burgmann“. 
Im August 1821 veröffentlichte der Leipziger Rektor Wilhelm Traugott Krug einen Aufruf zur Unterstützung des griechischen Freiheitskampfes gegen die Türken. Linstedt meldete sich und fiel noch im selben Jahr mit 26 Jahren. In Nafplio ist er auf der Gedenktafel in der Kirche zur Verklärung Christi genannt.